# Ricardo Gardner
Ricardo Gardner (født 25. september 1978 i Saint Andrew, Jamaica) er en tidligere jamaicansk fodboldspiller. Han har i sin karriere spillet for Harbour View og Bolton Wanderers samt på et lejeophold hos Preston North End.

## Landshold
Gardner spillede i sin karriere i alt hele 112 kampe for Jamaicas landshold hvor han også scorede ni mål, som han også er anfører for. Han repræsenterede sit land ved dets hidtil eneste VM-slutrunde, VM i 1998 i Frankrig.